# Windows Metafile
Windows Metafile Format (WMF) è un formato di file per la grafica vettoriale sviluppato negli anni 1990 da Microsoft. La sua evoluzione è l'Enhanced Metafile Format (EMF).
Il formato Windows Metafile era affetto da vulnerabilità che permetteva l'esecuzione di codice arbitrario.